# Richard Cox (Gärtner)

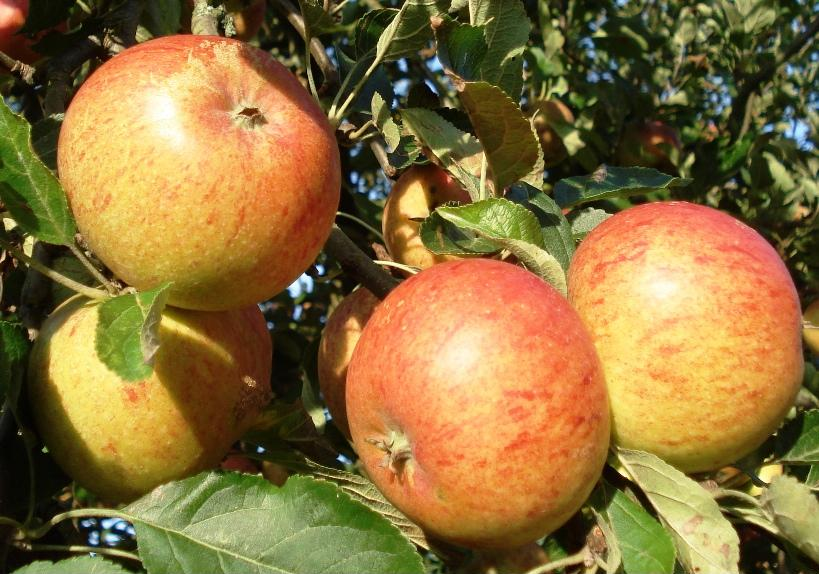
Äpfel der Sorte Cox Orange

Richard Cox (* um 1776; † 20. Mai 1845 in Colnbrook) war ein britischer Brauer und Gärtner.

## Leben
Cox betrieb ursprünglich eine Brauerei in Bermondsey und setzte sich um 1820 im Lawn Cottage (später Colnbrook Lawn) in Colnbrook bei Slough in Buckinghamshire (heute Berkshire) zur Ruhe. Dort ging er seiner Leidenschaft als Gärtner nach. Er beschäftigte sich mit der Züchtung von Äpfeln, wobei um 1830 die Apfelsorten Cox Orange und Cox Pomona entstanden. Die große Popularität von Cox Orange, die ab Mitte der 1850er Jahre einsetzte, erlebte Cox nicht mehr. Sein Grab befindet sich auf dem Friedhof von St. Mary’s in Harmondsworth.